# Oszkár Demján
Oszkár Demján (* 28. Dezember 1891 in Budapest; † 4. September 1914 in Sianky) war ein ungarischer Schwimmer.
Demján nahm 1912 an den Olympischen Spielen in Stockholm teil und ging über die beiden Bruststrecken an den Start.
Über 200 Meter Brust erreichte er das Halbfinale, im Wettbewerb über 400 Meter Brust wurde er im Vorlauf disqualifiziert, weil er bei der zweiten Wende regelwidrig nur mit einer Hand angeschlagen hatte.